# Nelson Pereira dos Santos
Nelson Pereira dos Santos (22. října 1928 São Paulo – 21. dubna 2018 Rio de Janeiro) byl brazilský filmový režisér, deníkem Guardian označený za „otce brazilské kinematografie“.
Vystudoval právo a žurnalistiku na Univerzitě São Paulo a film na Institut des Hautes Études Cinématographiques v Paříži. Svůj první celovečerní film natočil v roce 1955, nesl název Rio, 40 stupňů. Film sledoval pět prodejců arašídů z favel, kteří vyrážejí každý den prodávat své zboží na bohatá předměstí. Šlo o jeden z prvních brazilských filmů z prostředí slumů a představujících nebělošské postavy. Inspiroval rodící se generační filmařské hnutí Cinema Novo, k němuž se Pereira posléze také připojil, především snímkem Sucho (1963). Jako u všech děl Cinema Novo šlo o snímek o chudých lidech, sociálně kritický a politicky angažovaný. Po nástupu vojenské junty k moci v Brazílii zesílil cenzurní tlak. Pereirův souputník Glauber Rocha zvolil exil, Pereira zůstal a podvolil se. Režim žádal historické snímky, Pereira vyhověl, ale vkládal do snímků jinotaje. To platí zejména pro filmy Klinika pro nervově choré (1970), kde mladý kněz zřídí blázinec a nakonec zjistí, že v něm nacházejí útočiště chudí a bezdomovci, nebo pro černou grotesku o kolonialismu Jak sladký byl můj Francouz (1971). Později se věnoval adaptacím literárních děl, Jorge Amada nebo Graciliana Ramose. V roce 2006 byl přijat, jakožto první filmař v historii, do Academia Brasileira de Letras.